# Абсолютна ідея
Абсолю́тна іде́я — у деяких філософських системах об'єктивного ідеалізму — надприродне, нічим не зумовлене (саме собою) духовне начало, «божественна думка», надсуб'єктивний розум, який породжує реальний/ матеріальний світ.
Наприклад, у системі Георга Гегеля абсолютна ідея виступає, як першооснова всього сущого, а природа, людина, людське суспільство і мислення — як різні форми існування абсолютної ідеї, як її втілення.